# Serenata n.º 11 (Mozart)
La Serenata n.º 11 para instrumentos de viento en mi bemol mayor, K. 375, fue escrita por Wolfgang Amadeus Mozart el 15 de octubre de 1781, para el día de Santa Teresa de Ávila.

## Análisis musical

### Instrumentación
La versión original de la serenata está escrita para dos clarinetes, dos trompas y dos fagotes. Mozart revisó y retocó la partitura posteriormente, añadiendo partes para dos oboes.
En el margen derecho se ofrece la interpretación de la serenata, en su versión original para ocho instrumentos, ejecutada por los miembros del Quinteto de viento «Soni Ventorum», con algunos músicos adicionales.

### Estructura
Esta pieza musical consta de cinco movimientos:
- I. Allegro maestoso
- II. Menuetto
- III. Adagio
- IV. Menuetto
- V. Allegro